# Zona de fratura de Tjörnes

Carta simplificada das regiões vulcânicas da Islândia, com a zona de fractura de Tjörnes (marcada TFZ) ao norte.

A zona de fractura de Tjörnes é uma região de falhas transformantes situada no norte da Islândia, parte da porção emersa da dorsal mesoatlântica. Esta zona de fratura estabelece a ligação entre a dorsal Kolbeinsey, ao norte, e a zona vulcânica Norte da Islândia (NVZ na carta ao lado), ao sul.

## Descrição
A zona de fractura de Tjörnes é uma estrutura complexa de falhas transformantes, orientadas no sentido este-oeste, grosseiramente perpendiculares ao alinhamanento geral da dorsal Média do Atlântico. A estrutura é assim designda por por incluir a região de Tjörnes, uma pequena península na costa norte da Islândia.
A região é sismicamente muito ativa, tendo estado na origem durante as últimas décadas de numerosos sismos, com destaque para a região do Eyjafjörður, e que foram sentidos pelas populações das aldeias de Tröllaskagi e de Flateyjarskagi.